# Oliver Krechel
Oliver Krechel (* 24. November 1990 in Menden) ist ein deutscher Handballspieler. Er ist 1,99 m groß und wog 2014 etwa hundert kg.
Krechel spielt auf der Position des Torwarts. Von 2012 bis 2018 lief er für den HSC 2000 Coburg auf, nachdem er zuvor war er beim SC DHfK Leipzig Handball aktiv gewesen war.
In den Saisons 2018/19 und 2019/20 spielte er für den ASV Hamm-Westfalen. Zur Spielzeit 2020/21 erfolgte ein Wechsel zur HSG Krefeld. Seit dem Sommer 2021 läuft er für den TV Emsdetten auf.